# Iman Wilhelm Falck

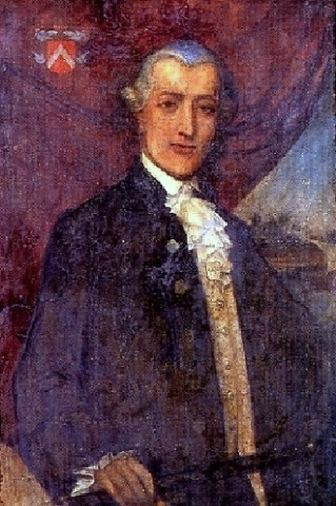
Iman Willem Falck, Gemälde 1908

Iman Wilhelm Falck (auch Imam Willem Falck) (* 25. März 1736 in Colombo; † 6. Februar 1785 ebenda) war der 32. Gouverneur der Kolonie Niederländisch-Ceylon.

## Herkunft und Familie

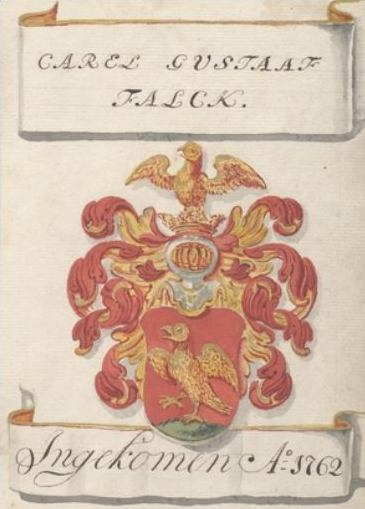
Wappen Falck, Utrecht 1762

Iman Wilhelm Falck stammte aus einer ursprünglich ostfriesischen Familie. Sein Großvater war Otto Wilhelm Falck (* 1679 Emden; † 1730 Utrecht), der es bei der Provinciale Utrechtsche Geoctroyeerde Compagnie zu Wohlstand gebracht hatte. Otto hatte mehrere Söhne, darunter Anton Reinhard Falck (1712–1746), George Tammo Falck, Carl Gustav (auch:  Carel Gustaaf) Falck (* 1716 in Larrelt; † 1785 in Utrecht), und Frans Willem Falck (* 1710 Köln; † 1737 Matara), den Vater Imans, der am 9. Mai 1731 an der Universität Utrecht promoviert hatte und dann nach Ceylon aussiedelte.
Dieser heiratete 1735 in Colombo Imans Mutter Adriana Gobius aus Samarang, die Tochter des Gouverneurs von Malakka, Joan Frederik Gobius.

## Leben
Nach dem Tode seines Vaters in Ceylon kam Iman Falck um 1744 erstmals nach Europa und wurde bei nicht näher bekannten Utrechter Patrizierfamilien aufgezogen. Nach Besuch der Lateinschule und der Universität Utrecht promovierte Iman Falck am 16. September 1756 in Jura. Danach wurde er als Onderkoopman für die Amsterdamer Kammer der Niederländischen Ostindien-Kompanie (VOC) angestellt. An Bord der Amelisweert, im Konvoi mit der Stadwijk, gelangte er im Juli 1757 nach Niederländisch-Indien und lebte in Batavia. Iman Wilhelm Falck heiratete am 27. Februar 1763 die Theodora Rudolpha de Wendt (1748–1808). Er verließ Batavia, als er am 7. August 1765 zum Kolonialgouverneur von Ceylon ernannt wurde. Iman Falck erfüllte die Aufgaben dieses Amts bis zu seinem Tode in loyaler aber eigensinniger Weise. Seine Nachfolger waren 1785 bis 1794 Willem Jacob van de Graaff, 1794 bis Februar 1796 Johan Gerard van Angelbeek, wonach im Zuge von Eroberungen und Verträgen die britische Kolonialzeit in Ceylon begann.

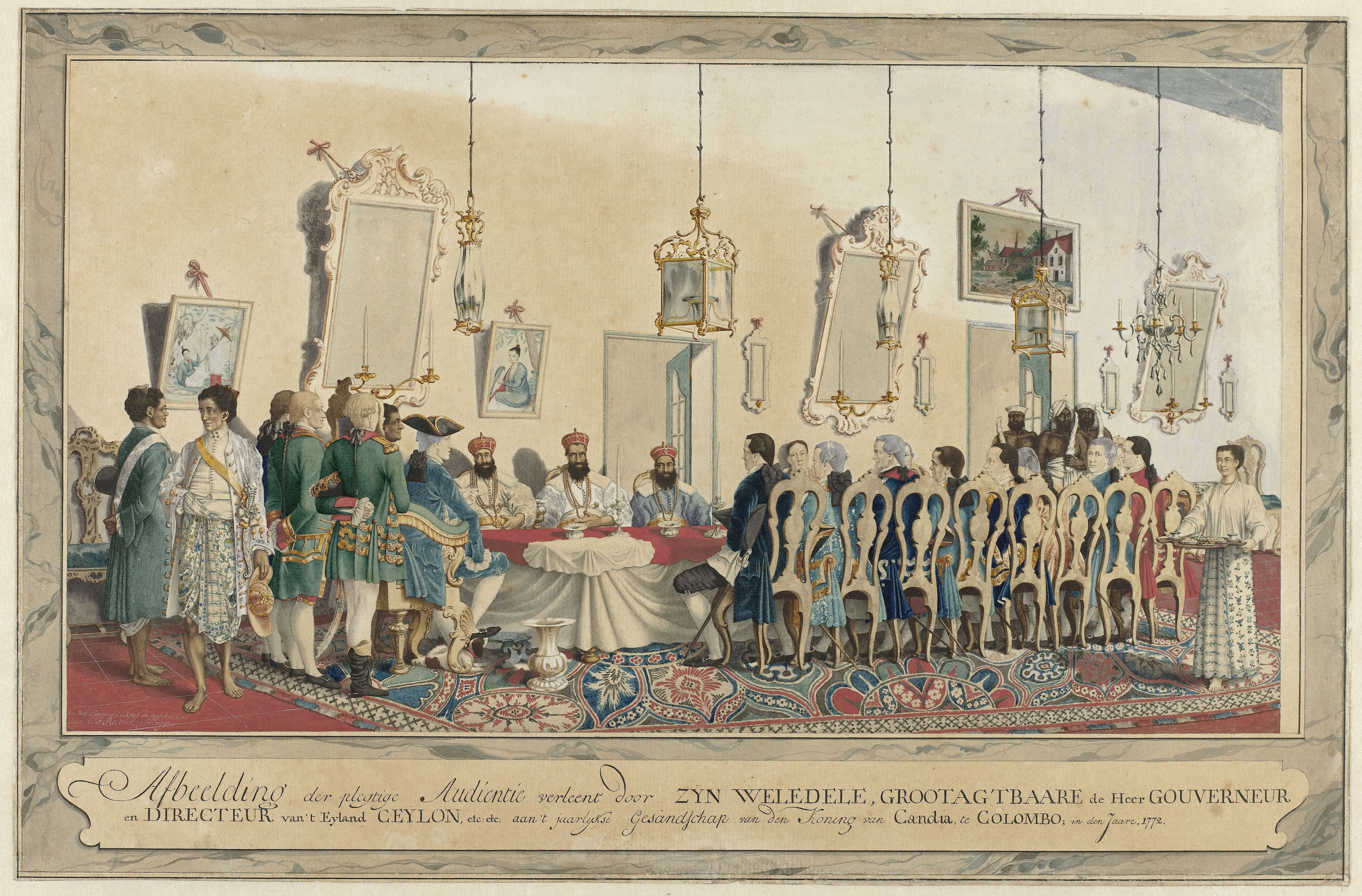
Empfang der Gesandten des Königs von Kandy durch Gouverneur Falck 1772

## Wirken als Kolonialgouverneur
Kurz nach seinem Amtsantritt als Gouverneur wurde nach einem Vierteljahrhundert voller Feindseligkeiten am 14. Februar 1766 in Colombo ein Vertrag mit dem Herrscher des Königreichs Kandy, Kirthisri Rajasingha, geschlossen. Das gesamte Küstengebiet und die Gebiete für den Zimtanbau blieben in den Händen der VOC, wobei Kandy nicht mit anderen europäischen Mächten zusammenarbeiten durfte. Als Entschädigung wurde dem König ein Teil der Gewinne, zahlbar in Form von Elefanten, zugesprochen. Der König sandte eine Delegation nach Batavia, um günstigere Friedensbedingungen auszuhandeln, aber dort war Petrus Albertus van der Parra (1714–1775), ein Cousin Falcks, Generalgouverneur. So wurden die Bestimmungen des Friedensvertrages nicht aufgeweicht.